# NBCスタジオ
NBCスタジオ（NBC Studios）は、NBCユニバーサルが運営するテレビスタジオ。

## ニューヨーク
ニューヨークスタジオはロックフェラー・センターのコムキャスト・ビルディング内にある。また、ローカル局WNBCのスタジオもある。また、スタジオツアーも実施している。

### 収録番組
- レイト・ナイト・ウィズ・デイヴィッド・レターマン（1982年 - 1993年）
- レイト・ナイト・ウィズ・コナン・オブライエン（1993年 - 2009年）
- レイト・ナイト・ウィズ・ジミー・ファロン（2009年 - ）
- サタデー・ナイト・ライブ
- NBCナイトリーニュース
- トゥデイ
- デイトラインNBC
- ラストコール（2002年 - 2005年）
- Live at Five
- フィル・ドナヒュー・ショー
- ジェパディ!（1964年 - 1975年）
- Concentration

## バーバンク
カリフォルニア州ロサンゼルスにはバーバンクスタジオがある。IONテレビジョンのKPXNのスタジオもある。しかし2011年をメドにスタジオをユニバーサルシティに移転すると発表されている。

### 収録番組
- ザ・トゥナイト・ショー・スターリング・ジョニー・カーソン（1972年～1992年、番組自体は1962年から放送されていた）
- ザ・トゥナイト・ショー・ウィズ・ジェイ・レノ（1992年～2009年、2010年～）
- ジェイ・レノ・ショー（2009年）
- アクセス・ハリウッド
- ラストコール
- デイズ・オブ・アワ・ライブス

## シカゴ
イリノイ州シカゴには、NBCタワーがある。WMAQ-TVのスタジオがある。